# Луговая арфа (фильм)
«Луговая арфа» (англ. The Grass Harp) — фильм режиссёра Чарльз Мэттоу, экранизация романа Трумана Капоте.

## Сюжет
После смерти родителей Коллин Фенвик живёт у своих кузин — Долли и Вирены, которые являются полными противоположностями друг другу. Вирена — властная женщина, которая держит в своих руках целый город. Долли — неустойчивая, романтичная натура, испытывающая страх перед жизнью. Однажды, после стычки с Виреной, Коллин, Долли и её подруга Кэтрин уходят жить в домик на дереве...

## В ролях
- Пайпер Лори — Долли Тэлбо
- Сисси Спэйсек — Вирена Тэлбо
- Эдвард Ферлонг — Коллин Фенвик
- Нелл Картер — Кэтрин Крик
- Уолтер Мэттоу — судья Чарли Кул
- Родди Макдуэлл — Амос Легранд
- Джек Леммон — доктор Моррис Риц
- Мэри Стинберджен — сестра Айда
- Миа Киршнер — Мод Райорден
- Чарльз Дёрнинг — священник Бастер